# Zwitserse hockeyploeg (vrouwen)
De Zwitserse hockeyploeg voor vrouwen is de nationale ploeg die Zwitserland vertegenwoordigt tijdens interlands in het hockey.

## Erelijst Zwitserse hockeyploeg
| Jaar | Champions Trophy | Europees kampioenschap | Olympische Spelen | Wereldkampioenschap     | Hockey World League Hockey Pro League |
| ---- | ---------------- | ---------------------- | ----------------- | ----------------------- | ------------------------------------- |
| 1971 |                  |                        |                   | geen deelname IFWHA WK  |                                       |
| 1972 |                  |                        |                   | 7e WK 1972 Barcelona    |                                       |
| 1974 |                  |                        |                   | 9e WK 1974 Mandelieu    |                                       |
| 1975 |                  |                        |                   | geen deelname IFWHA WK  |                                       |
| 1976 |                  |                        |                   | 8e WK 1976 West-Berlijn |                                       |
| 1978 |                  |                        |                   | geen deelname           |                                       |
| 1979 |                  |                        |                   | geen deelname IFWHA WK  |                                       |
| 1980 |                  |                        | geen deelname     |                         |                                       |
| 1981 |                  |                        |                   | geen deelname           |                                       |
| 1983 |                  |                        |                   | geen deelname           |                                       |
| 1984 |                  | geen deelname          | geen deelname     |                         |                                       |
| 1985 |                  |                        |                   |                         |                                       |
| 1986 |                  |                        |                   | geen deelname           |                                       |
| 1987 | geen deelname    | geen deelname          |                   |                         |                                       |
| 1988 |                  |                        | geen deelname     |                         |                                       |
| 1989 | geen deelname    |                        |                   |                         |                                       |
| 1990 |                  |                        |                   | geen deelname           |                                       |
| 1991 | geen deelname    | geen deelname          |                   |                         |                                       |
| 1992 |                  |                        | geen deelname     |                         |                                       |
| 1993 | geen deelname    |                        |                   |                         |                                       |
| 1994 |                  |                        |                   | geen deelname           |                                       |
| 1995 | geen deelname    | geen deelname          |                   |                         |                                       |
| 1996 |                  |                        | geen deelname     |                         |                                       |
| 1997 | geen deelname    |                        |                   |                         |                                       |
| 1998 |                  |                        |                   | geen deelname           |                                       |
| 1999 | geen deelname    | geen deelname          |                   |                         |                                       |
| 2000 | geen deelname    |                        | geen deelname     |                         |                                       |
| 2001 | geen deelname    |                        |                   |                         |                                       |
| 2002 | geen deelname    |                        |                   | geen deelname           |                                       |
| 2003 | geen deelname    | geen deelname          |                   |                         |                                       |
| 2004 | geen deelname    |                        | geen deelname     |                         |                                       |
| 2005 | geen deelname    | geen deelname          |                   |                         |                                       |
| 2006 | geen deelname    |                        |                   | geen deelname           |                                       |
| 2007 | geen deelname    | geen deelname          |                   |                         |                                       |
| 2008 | geen deelname    |                        | geen deelname     |                         |                                       |
| 2009 | geen deelname    | geen deelname          |                   |                         |                                       |
| 2010 | geen deelname    |                        |                   | geen deelname           |                                       |
| 2011 | geen deelname    | geen deelname          |                   |                         |                                       |
| 2012 | geen deelname    |                        | geen deelname     |                         |                                       |
| 2013 |                  | geen deelname          |                   |                         | geen deelname                         |
| 2014 | geen deelname    |                        |                   | geen deelname           |                                       |
| 2015 |                  | geen deelname          |                   |                         | geen deelname                         |
| 2016 | geen deelname    |                        | geen deelname     |                         |                                       |
| 2017 |                  | geen deelname          |                   |                         | eerste ronde HWL 2016-17              |
| 2018 | geen deelname    |                        |                   | geen deelname           |                                       |
| 2019 |                  | geen deelname          |                   |                         | geen deelname                         |
| 2021 |                  | geen deelname          | geen deelname     |                         | geen deelname                         |
| 2022 |                  |                        |                   | geen deelname           | geen deelname                         |
| 2023 |                  | geen deelname          |                   |                         | geen deelname                         |
| 2024 |                  |                        | geen deelname     |                         | geen deelname                         |
| 2025 |                  | geen deelname          |                   |                         | geen deelname                         |